# Кёк-Сай (Иссык-Кульская область)
Кёк-Сай (кирг. Көк-Сай) — село в Тонском районе Иссык-Кульской области Кыргызстана. Входит в состав Болот Мамбетовского аильного округа. Код СОАТЕ — 41702 220 808 04 0.

## Население
По данным переписи 2009 года, в селе проживало 855 человек.